# Hôtel San Carlos
Pour les articles homonymes, voir San Carlos.
L'hôtel San Carlos (en anglais : Hotel San Carlos) est un hôtel américain situé à Phoenix, en Arizona. Ouvert en 1928, cet établissement est inscrit au Registre national des lieux historiques depuis le 8 décembre 1983 et est membre des Historic Hotels of America depuis 1991.